# Pivovar Olešnice
Olešnický pivovar stával na náměstí Míru v Olešnici, v okrese Blansko, v těsné blízkosti kostela sv. Vavřince.

## Historie
Budova zaniklého olešnického pivovaru byla vystavěna okolo roku 1500. Na její výstavbu si měšťané museli půjčit peníze od vrchnosti, která jim posléze část dluhu odpustila – udělal tak v roce 1540 Jan z Pernštejna a na Helfenštejně. V roce 1827 budovu poničil požár, ale podařilo se ji opravit a výroba piva zde mohla pokračovat nadále. K jejímu zastavení došlo v roce 1882. Následně jej jako sklad využíval zdejší hasičský sbor a to až do výstavby hasičské zbrojnice v roce 1957. Za třicetileté války mělo dojít pod olešnickým náměstím k vybudování soustavy prostor a chodeb, jejichž součást byly i pivovarské sklepy. O demolici pivovaru se začalo uvažovat již na počátku 20. století. V roce 1913 tomu ještě dokázali zabránit právovárečníci, v roce 1943 zase památkový úřad v Brně. V roce 1993 však bylo definitivně rozhodnuto o demolici, která byla provedena v následujícím roce. Na místě měla vyrůst budova spořitelny, ale k tomu nedošlo. Místo je od roku 1998 parkově upraveno a doplněno o kašnu.
V prostorách bývalé ledárny je dnes umístěno Muzeum strašidel a postav pověstí Olešnicka.

## Zajímavosti
- Historií pivovaru se zabývá publikace Filipa Vrány s názvem Pivovar v Olešnici, která vyšla v roce 2010[1].